# 伊藤恭太郎
伊藤 恭太郎（いとう きょうたろう、1870年 - 1929年11月）は、日本の医師、政治家、開業医、西田川郡医師会2代会長、鶴岡市医師会初代会長、鶴岡市会議員。

## 略歴
- 1870年（明治3年） - 羽前国田川郡鶴岡（現・鶴岡市）に自由民権運動家・伊藤雄次郎の長男として生れる。
- 1883年（明治16年） - 朝暘学校卒業
- 進藤悠哉の医学舎に入門。
- 1889年（明治22年） - 東京医学校済生学舎入学
- 1892年（明治25年） - 同学舎 卒業
- 1893年（明治26年） - 医術開業免許を取得し鶴岡に開業する。
- 1896年（明治29年） - 鶴岡町町医 選任
- 1899年（明治32年） - 鶴岡に疫病が流行ったため、避病院の設置を提唱して実現させる。
- 1921年（大正10年） - 西田川郡郡医 兼任
  - 町野范曹の後を受けて西田川郡医師会2代会長 就任。
- 1924年（大正13年） - 鶴岡市議会議員 当選
  - 鶴岡市医師会初代会長 就任
- 1929年（昭和4年）11月 - 死去。享年60。

## 親族
- 父：伊藤雄次郎 - 自由民権運動家
- 姉：伊藤鶴代 - 女子教育家